# Torann Maizeroi
Torann Maizeroi (Fort-de-France, 1º aprile 1989) è un taekwondoka francese.

## Palmarès
- Europei

Manchester 2012: bronzo nei 73 kg;
Baku 2014: argento nei 73 kg.